# Liste der Monuments historiques in Anor
Die Liste der Monuments historiques in Anor führt die Monuments historiques in der französischen Gemeinde Anor auf.

## Liste der Objekte
| Bezeichnung                 | Beschreibung | Standort                        | Kennzeichnung | Schutzstatus | Datum | Bild |
| --------------------------- | ------------ | ------------------------------- | ------------- | ------------ | ----- | ---- |
| Grabplatte für Jean Goulart | Marmor, 1668 | in der Kirche St-Nicolas (Lage) | PM59000005    | Classé       | 1944  |      |